# Kanton Limoges-Centre
Der Kanton Limoges-Centre war von 1973 bis 2015 ein französischer Wahlkreis im Arrondissement Limoges, im Département Haute-Vienne und in der Region Limousin.
Der Kanton bestand aus einem Teil der Stadt Limoges. Die Bevölkerungszahl betrug am 1. Januar 2012 insgesamt 8861 Einwohner. 